# Jung-gu, Incheon
Jung-gu (koreanska: 중구) är ett stadsdistrikt (gu) i staden och provinsen Incheon, i den nordvästra delen av Sydkorea, 30 km sydväst om huvudstaden Seoul.
Jung-gu omfattar dels ett område på fastlandet, dels ön Yeongjongdo med Incheons internationella flygplats.

## Administrativ indelning
Området på fastlandet är indelat i åtta administrativa stadsdelar (dong):
Bukseong-dong,
Dongincheon-dong,
Dowon-dong,
Sinheung-dong,
Sinpo-dong,
Songwol-dong,
Yeonan-dong och
Yulmok-dong.
Ön Yeongjongdo är indelad i fyra administrativa stadsdelar (dong):
Unseo-dong,
Yeongjong 1-dong,
Yeongjong-dong och
Yongyu-dong.